# José E. Santos
General José Eráclito Santos Santos (Bustamante, Nuevo León; 8 de junio de 1889 - Ciudad de México, Distrito Federal; 8 de octubre de 1953) fue un militar mexicano que participó en la Revolución Mexicana. Fue gobernador del Estado de Nuevo León hasta 1920, en que renunció al cargo tras el estallido de la rebelión de Agua Prieta.

## Inicios
Nació en Bustamante, Nuevo León, el 8 de junio de 1889, siendo hijo del Dr. Cornelio Santos y de doña Gertrudis Santos. Realizó sus estudios primarios en la Escuela Oficial de su pueblo para después ingresar a la Escuela Comercial en la capital del Estado, para seguir la carrera de "Tenedor de libros", y al terminar ésta, volvió a Bustamante donde se dedicó a trabajos agrícolas en una hacienda de su abuelo paterno. Le fue ofrecido un empleo como ayudante de Ingeniero en las minas de Palau, Coahuila, el cual aceptó y trabajó como rayador en la Mina No. 4 de la misma compañía, poco después se estableció como comerciante logrando un negocio que le produjo suficiente para mantener a su familia.

## Actividades prerrevolucionarias
Al estallar la revolución de 1910, Santos se encontraba bien identificado con ella, por lo que sufrió toda clase de persecuciones por parte de las autoridades de Palau, Coahuila, haciendo mítines y reuniones clandestinas en las que cuestionaba seriamente al régimen porfirista, sobre todo en lo que concernía a la limitada participación política de los núcleos obreros y campesinos y la poca permeabilidad de las gentes en el poder, que le valió toda clase de presiones de las autoridades municipales y estatales del estado de Coahuila, que iban desde el allanamiento de su casa hasta periodos de encierro en la cárcel municipal.

## Actuación revolucionaria

### Época maderista
Su actuación como revolucionario se remonta al momento en que Pascual Orozco se rebeló en Chihuahua contra Francisco I. Madero y en apoyo de éste, decidió incorporarse a los campos de batalla en defensa de la libertad del pueblo. Se presentó ante el entonces teniente coronel Pablo González Garza, quien le encomendó la comisión de reclutar gente para formar las fuerzas auxiliares de Coahuila, mostrando su capacidad de organización al reclutar 480 hombres en el término de un mes. El teniente coronel González le dio de alta en su Plana Mayor y participó en el combate de "Los Divisaderos" librado en contra de las fuerzas de Orozco, mandados por José Inés Salazar en donde obtuvo el grado de Subteniente.
En abril de 1912, al frente de 70 hombres, Santos escoltó a Venustiano Carranza, entonces gobernador de Coahuila, desde la estación de Monclova a Saltillo y éste le ordenó que se presentase ante el entonces coronel Jesús Carranza Garza, que se encontraba de guarnición en Viesca, Coahuila, en cuya plaza se le dio el grado de Teniente. Poco después fue incorporado a las fuerzas del coronel Alberto Guajardo, quien lo comisionó para que hostilizara a las fuerzas de Murillo Escajeda, Benjamín Argumedo y Cheché Campos en la región lagunera, lo que ejecutó durante más de dos meses.
Estando a las órdenes del coronel Guajardo, Santos marchó con infantería a las órdenes inmediatas del general Aureliano Blanquet a recuperar las plazas de "La Loma" y "Refugio" en el Estado de Durango, volviendo después a la región lagunera con el grado de capitán 2o. por acuerdo del coronel Guajardo.
Al ser relevado de hostilizar a las fuerzas orozquistas, Santos fue nombrado Jefe del Destacamento de "Loma" y "Gilita", plaza que comprendía los puntos denominados "Santo Niño", "Refugio", "Gatuño", "Cañón del Prieto" y "Mieleras".
A las órdenes del mayor Sóstenes Guajardo marchó a San Juan de Guadalupe en persecución del enemigo, batido poco antes por el general Cándido Aguilar, logrando hacerlo replegarse hasta la población de Reyes, Zacatecas. A su regreso recibió órdenes de incorporarse a las fuerzas del coronel Barrios, y en combinación con las de Blanquet, concurrió al ataque de Zarco, en el estado de Durango.
Al regresar a Coahuila, Santos recibió órdenes de guarecer el puente de Aguanaval, pasando luego a las plazas de Torreón y Múzquiz, continuando hasta el Cañón de Santa Ana, en auxilio de las fuerzas de Guardiola Aguirre, que combatían al enemigo en aquel punto. Por estas acciones, el coronel Guajardo ascendió a José E. Santos a capitán primero.

### Adhesión al constitucionalismo
Habiendo el coronel Guajardo aprobado la traición de Victoriano Huerta declarándose enemigo del gobierno que presidía Madero, Santos se separó de las fuerzas en las que venía militando y se presentó al coronel Pablo González quien le ordenó pasar al Estado de Nuevo León y en marzo de 1913, concurrió a los ataques a las plazas de Bustamante, Villaldama y Sabinas Hidalgo contra las fuerzas huertistas que mandaban Trucy Aubert y Anaya, asistió a la toma de la plaza de Lampazos defendida por Francisco Naranjo García, a las órdenes de Pablo González y Jesús Carranza.
En abril de 1913, junto con las fuerzas del mayor Juan Manuel Lozano, Santos atacó la plaza de Mier, Tamaulipas, sosteniendo escaramuzas con las fuerzas que mandaba Pablo de los Santos hijo y Jesús Montemayor en "Paso de Cabras", "Lomas de Vallecillo" y "El Lizardeño". Por estas acciones, a Santos se le otorgó el grado de mayor.
En mayo del mismo año recibió órdenes del coronel Jesús Carranza de hostilizar la retaguardia de las tropas que mandaba Aubert y tirotear los trenes del huertista Téllez, entre las estaciones de Bustamante, Villaldama y Álamos en el estado de Nuevo León.
En el mismo mes contendió a las órdenes del coronel Carranza, en los combates librados en Estación Salomé Botello, Los Aguirre, Lampazos y Rodríguez contra las fuerzas mandadas por el huertista Guardiola Aguirre.
En junio de 1913, bajo las órdenes del coronel Pablo González, Santos atacó Candela, Coahuila, y los alrededores de Monterrey y Monclova, contra las fuerzas del general Joaquín Maas Águila.
José E. Santos fue incorporado a las fuerzas del general Antonio I. Villarreal en agosto del mismo año, quien lo nombró Jefe de su Estado Mayor, mandándolo a tomar acción en Abasolo Viejo, Abasolo Nuevo, Rodríguez y Hermanas contra las fuerzas comandadas por los generales huertistas Guajardo y Maas, obteniendo con esto, el grado de teniente coronel.
En octubre de 1913, Santos participó en las acciones ocurridas en "El Aura", "Rancho del Colegio", "Cañón de Bustamante", "El Canelo", "Carretas", "Mamulique", "Ciénega de Flores", "Salinas Victoria" y "Topo Grande", que precedieron a la frustrada toma de Monterrey en los días 23 y 24 del mismo mes, después de esta acción y a las órdenes del general Villarreal, Santos asistió a la toma de la plaza de Ciudad Victoria en Tamaulipas.
Santos combatió bajo las órdenes del general Villarreal contra el general Muñoz en San Isidro, Cerro del Capadero, Ramones y Loma, Ciudad Guerrero en contra de Guardiola Aguirre en marzo de 1914, y al mes siguiente tomó las plazas de Salinas Victoria y Monterrey, cuyas acciones le valieron a José E. Santos el grado de coronel, dado por el general Pablo González; y en octubre del mismo año obtuvo el grado de general.
Rotas las relaciones entre Carranza y Villa, estando a las órdenes de Antonio I. Villarreal, Santos concurrió a los combates librados en "Marte", "Hipólito", "Ramos Arizpe", "Cucharas", "San Nicolás de los Garza", "Topo Chico" y "Santa Rosa" contra fuerzas villistas mandadas por los generales Felipe Ángeles y Raúl Madero, a principios de 1915.
Con la Brigada "Libres de Nuevo León", Santos combatió a los villistas en la Hacienda "El Canadá", "San Nicolás de los Garza", "Topo Chico", "Icamole", "El Muerto", Candela, Coahuila; Lampazos y Huizachito. Con las fuerzas del general Maclovio Herrera combatió a las fuerzas de los generales Orestes Pereyra y Fernández, participó también en las brigadas "Toribio Ortega" en Durango y en Candela, Coahuila, luchó también contra Raúl Madero y Sanromán en Villaldama, Salinas Victoria y Los Morales, cuyas batallas prepararon la toma de Monterrey el 22 de mayo de 1915.
Después de la toma de la plaza de Monterrey, Santos fue nombrado Comandante Militar de la misma por el general Vicente Dávila, jefe de la columna.
En los meses de mayo y junio del mismo año, a las órdenes del general Ildefonso Vázquez, Santos combatió diariamente en García e Icamole a los villistas Madero, Pereyra y Sanromán.
Durante el resto del año comandó las fuerzas de la Primera División del Cuerpo del Ejército del Noreste a las órdenes del general Jacinto B. Treviño y tomó los puntos de Nacataz y Empalme de Ixtle en García, N.L.
En 1916 Santos pacificó la región abarcada por los municipios de Parras de la Fuente y Viesca en Coahuila, amagada por el villista Chacón.